# Karel Koželuh
Karel Koželuh (Prága, 1895. március 7. – Prága, 1950.  április 27.) Európa-bajnok és Európa-bajnoki bronzérmes csehszlovák jégkorongozó, háromszoros világbajnok profi teniszező.
Az 1923-as jégkorong-Európa-bajnokságon bronzérmes lett a csehszlovák válogatottal, mint a csapat egyik védője. 4 mérkőzésen játszott és nem ütött gólt. Utoljára a csehszlovák csapatban az 1925-ös jégkorong-Európa-bajnokságon játszott és aranyérmes lett. 3 mérkőzésen 1 gólt ütött.
Klubcsapata a HC Sparta Praha volt.
Profi teniszező volt és háromszoros világbajnok: 1929, 1932 1937. 2006-ban a „Tenisz hírességek csarnoka” (International Tennis Hall of Fame) tagjai közé választották.
Labdarúgó is volt. A jégkorongot a profi státusza miatt kellett abbahagynia mert akkoriban csak amatőrök játszhattak. 1950-ben halt meg autóbalesetben.